# UBE2I
UBE2I (англ. Ubiquitin conjugating enzyme E2 I) – білок, який кодується однойменним геном, розташованим у людей на короткому плечі 16-ї хромосоми. Довжина поліпептидного ланцюга білка становить 158 амінокислот, а молекулярна маса — 18 007.
| 10         |  | 20         |  | 30         |  | 40         |  | 50         |
| ---------- |  | ---------- |  | ---------- |  | ---------- |  | ---------- |
| MSGIALSRLA |  | QERKAWRKDH |  | PFGFVAVPTK |  | NPDGTMNLMN |  | WECAIPGKKG |
| TPWEGGLFKL |  | RMLFKDDYPS |  | SPPKCKFEPP |  | LFHPNVYPSG |  | TVCLSILEED |
| KDWRPAITIK |  | QILLGIQELL |  | NEPNIQDPAQ |  | AEAYTIYCQN |  | RVEYEKRVRA |
| QAKKFAPS   |  |            |  |            |  |            |  |            |

A: Аланін

C: Цистеїн

D: Аспарагінова кислота

E: Глутамінова кислота

F: Фенілаланін

G: Гліцин

H: Гістидин

I: Ізолейцин

K: Лізин

L: Лейцин

M: Метіонін

N: Аспарагін

P: Пролін

Q: Глутамін

R: Аргінін

S: Серин

T: Треонін

V: Валін

W: Триптофан

Кодований геном білок за функціями належить до трансфераз, фосфопротеїнів. 
Задіяний у таких біологічних процесах, як взаємодія хазяїн-вірус, клітинний цикл, поділ клітини, мітоз, убіквітинування білків, розходження хромосом, ацетилювання. 
Білок має сайт для зв'язування з АТФ, нуклеотидами. 
Локалізований у цитоплазмі, ядрі.